# Koppartrans

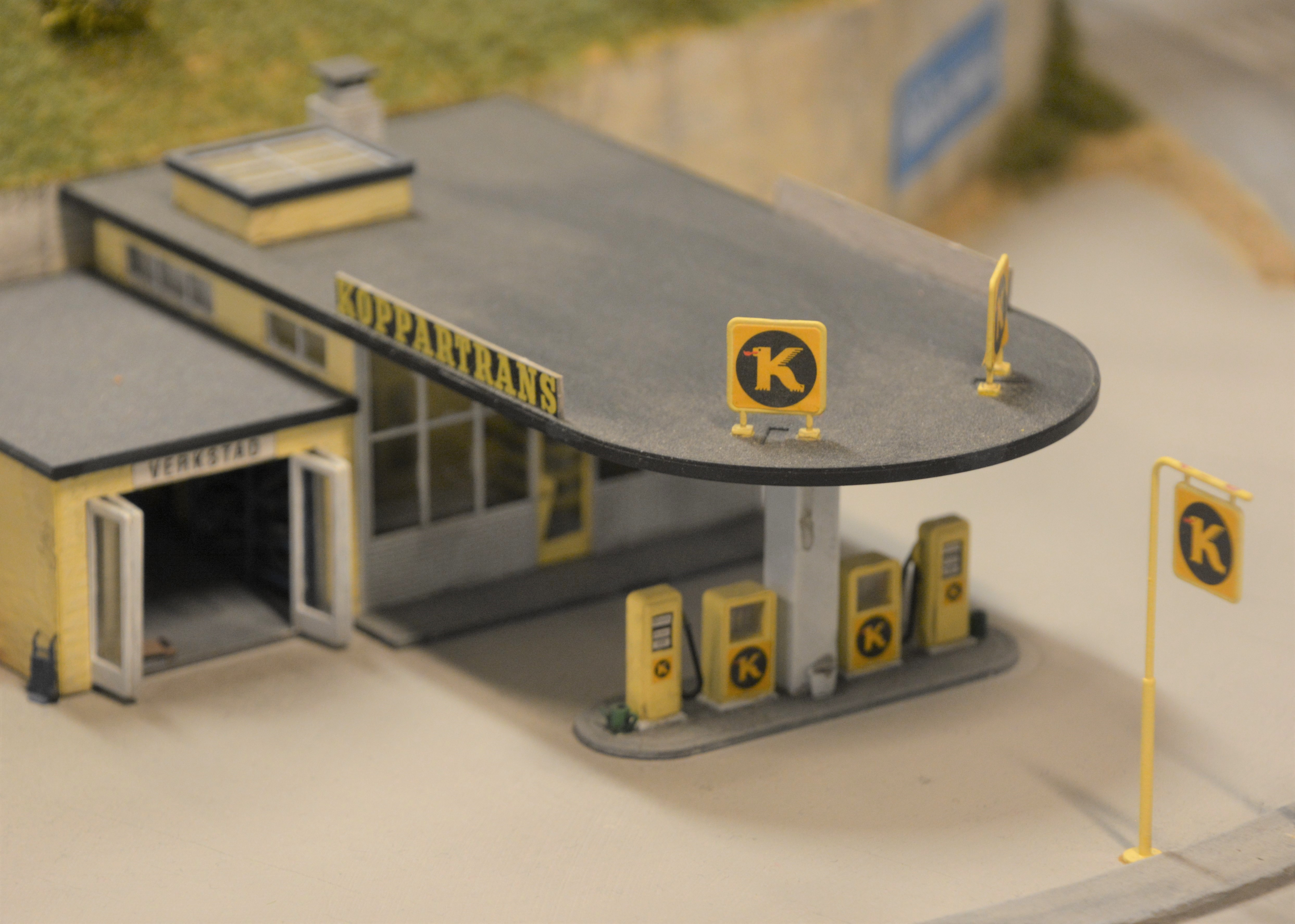
Modell av Koppartrans-bensinstation på Miniature Kingdom i Kungsör

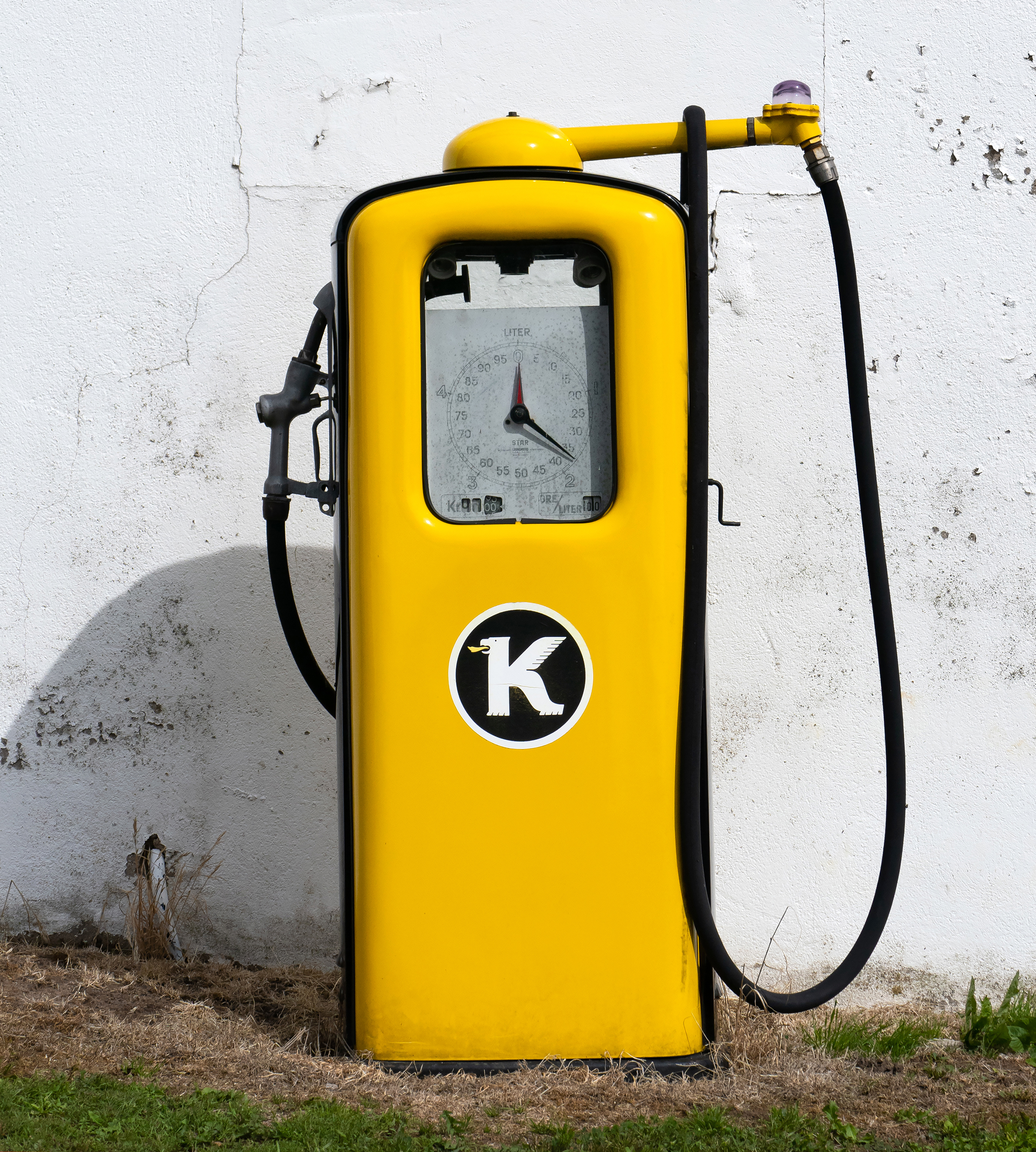
Koppartranspump uppställd på en gård i Immestad.

Koppartrans var ett svenskt bensinbolag som grundades i Göteborg 1947. Namnet Koppartrans kommer av Stora Kopparberg (nuvarande Stora Enso) och rederiet Transatlantic, vilka tillsammans bildade bolaget. Koppartrans var ett av Sveriges vanligaste bensinvarumärken under 1950- och 1960-talen, men försvann under 1970-talet efter att Shell köpt företaget 1963. En Koppartransmack fanns länge bevarad i värmländska Hämnäs.
Symbolen, det eldssprutande heraldiska djuret Koptra, ska ha skapats av den österrikiske formgivaren Fritz Rücker som var ateljéchef vid Ervaco i Stockholm. Han ska ha fått inspiration från det gamla Mobil-märket. Den syftar på raffinaderiets eviga låga, i vilken förbränns överskottsgaser som bildas vid processen och är svåra att ta tillvara. Andra källor menar att det var Sten Kindgren, mannen bakom högertrafikmärket.
Koppartrans satsade på genomtänkt design och mycket reklam. Förutom broschyrer och reklamblad, gjordes mängder av nyckelringar, kartor och andra reklamprodukter. Bensinmackarna var också ofta arkitektoniska och futuristiska skapelser.

## Ursprung

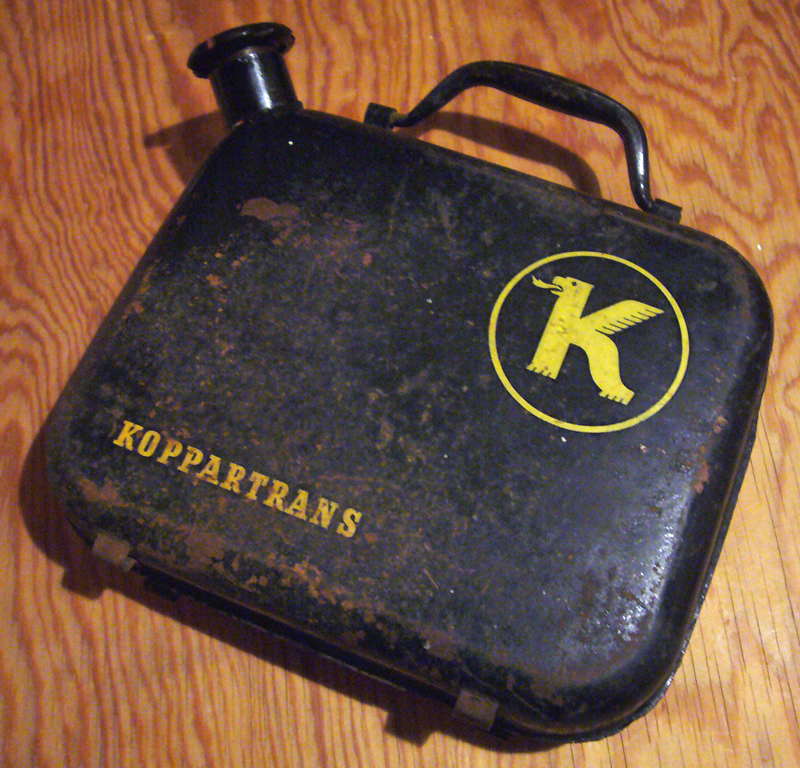
Tvåliters bensindunk från Koppartrans.

Efter andra världskriget var det ekonomiskt att lägga raffinaderier nära konsumtionsområdena i stället för som tidigare nära oljekällorna. Detta framför allt på grund av den ökade förbrukningen och de allt större tankfartygen. 
Göteborgs hamndirektör Gunnar Osvald var intresserad av olja och träffade på 1940-talet grosshandlaren och snustillverkaren Robert Ljunglöf, som bland annat var styrelseordförande i Stora Kopparbergs Bergslags AB, Rederi AB Transatlantic och Stockholms Enskilda Bank. Vid dessa möten kom det fram att det fanns ett raffinaderi till salu i Mira Lima, en delvis utrymd militär depå, sju mil söder om Los Angeles. Raffinaderiet utgjordes av två enheter för destillation av råolja och två enheter för termisk reformering av bensin. Det var tillverkat under andra världskriget och ursprungligen en gåva från USA till den kinesiska nationalistregeringen för detta lands försvarskrig mot Japan. Innan anläggningen hann transporteras till Kina tog kriget slut. Ett köpeavtal skrevs under den 7 december 1946 mellan National Resources Commission of the Chinese Goverment och Stora Kopparbergs Bergslag AB. Köpesumman uppgick till 1 166 275 dollar.  
Den 28 februari 1947 bildades Koppartrans Olje AB och den 16 juni samma år beviljade Kungliga Patent- och Registreringsverket registrering av företaget. Storägarna i Koppartrans blev Stora Kopparberg och Transatlantic och Gunnar Osvald dess förste VD.
I april 1947 anlände S/S Alabaman till Göteborgs frihamn. Fartyget var lastat med 4 851 kollin, vilka tillsammans utgjorde ett raffinaderi, komplett med – förutom raffinaderienheterna – även inventarier till ett kontrollaboratorium och pennor, skrivbläck, papper, hålslag, stenogramblock, hatthyllor med mera.
Så småningom enades man om ett etableringsområde, Skarvik på Hisingen i Göteborg. 80 villor i Skarvik och Smedjegården behövde flyttas. Den 26 september 1949 var råoljedestillationsanläggningen klar för drift och var då det största raffinaderiet i Sverige. Anläggningen för bensinreformering togs därefter i drift 1953.
År 1958 sålde Transatlantic sitt aktieinnehav till Stora Kopparberg och 1963 tillkännagavs Svenska Shell som ensamägare av Koppartrans. Raffinaderiet kom nu under några år att ha beteckningen Shell-Koppartrans raffinaderi. Koppartrans Olje AB blev formellt Shell Raffinaderi AB 1975.